# Homalium ceylanicum
Homalium ceylanicum är en videväxtart. Homalium ceylanicum ingår i släktet Homalium och familjen videväxter.

## Underarter
Arten delas in i följande underarter:
- H. c. ceylanicum
- H. c. minutiflorum
- H. c. debbarmani
- H. c. laoticum

## Bildgalleri

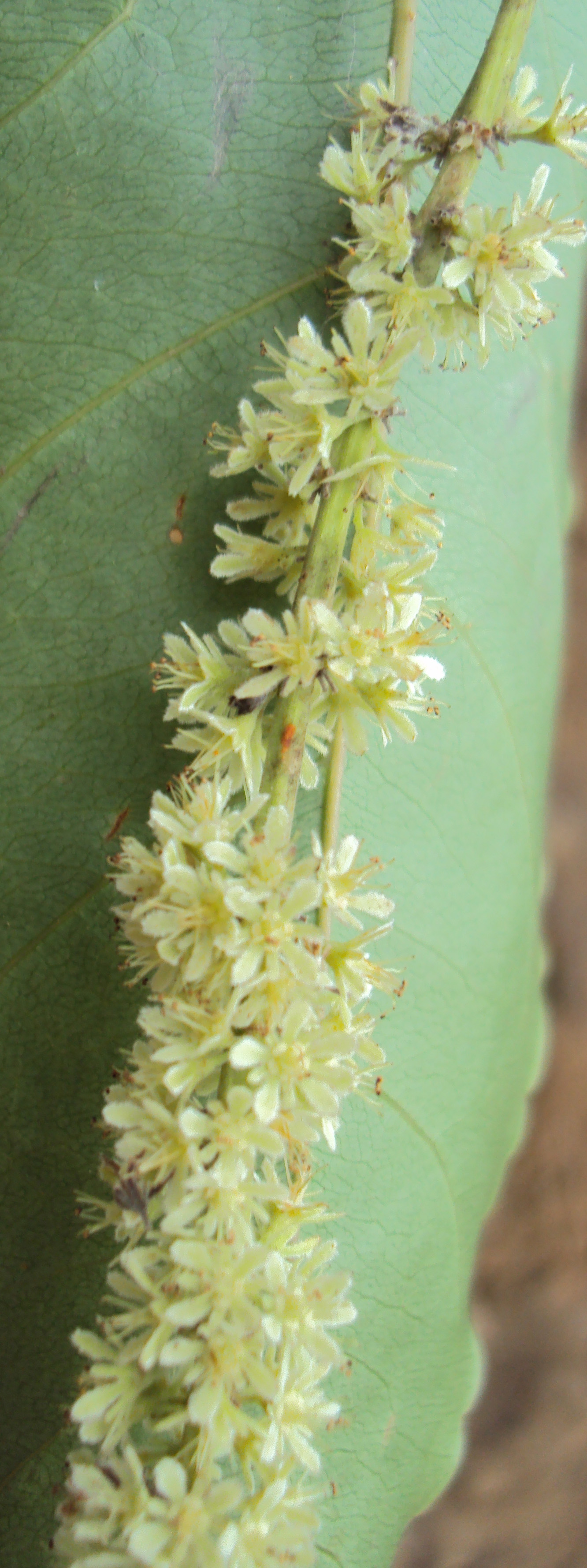
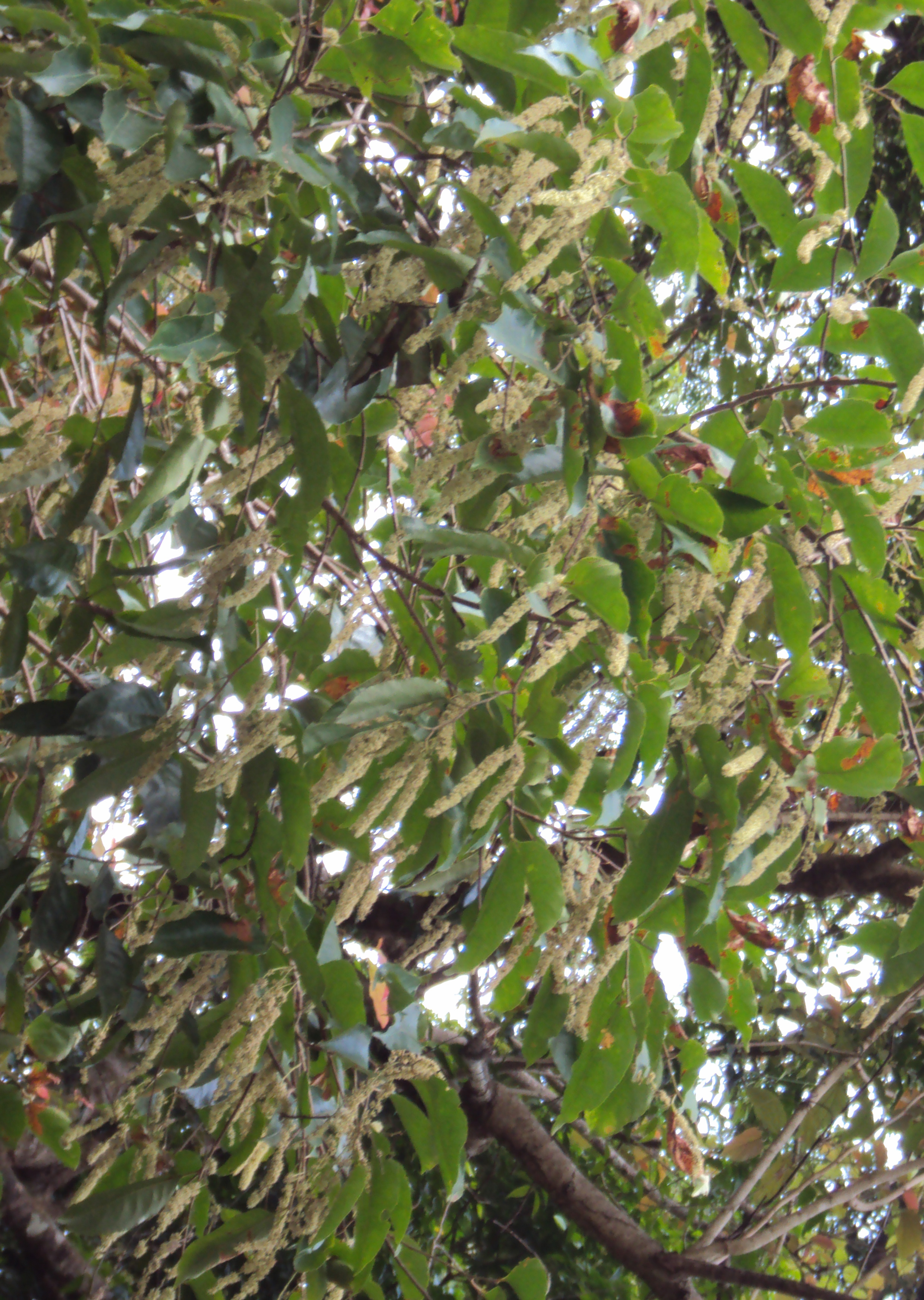
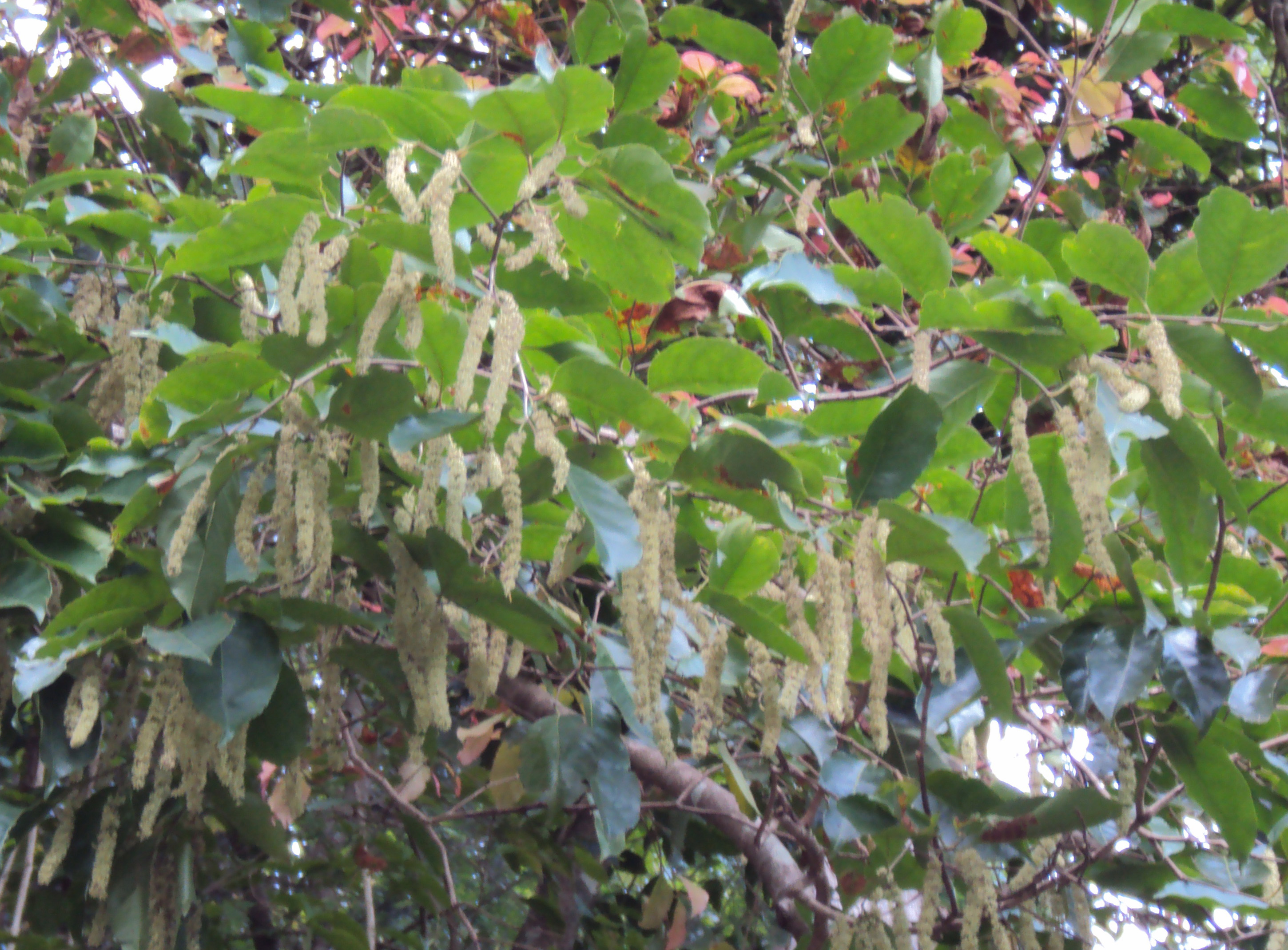
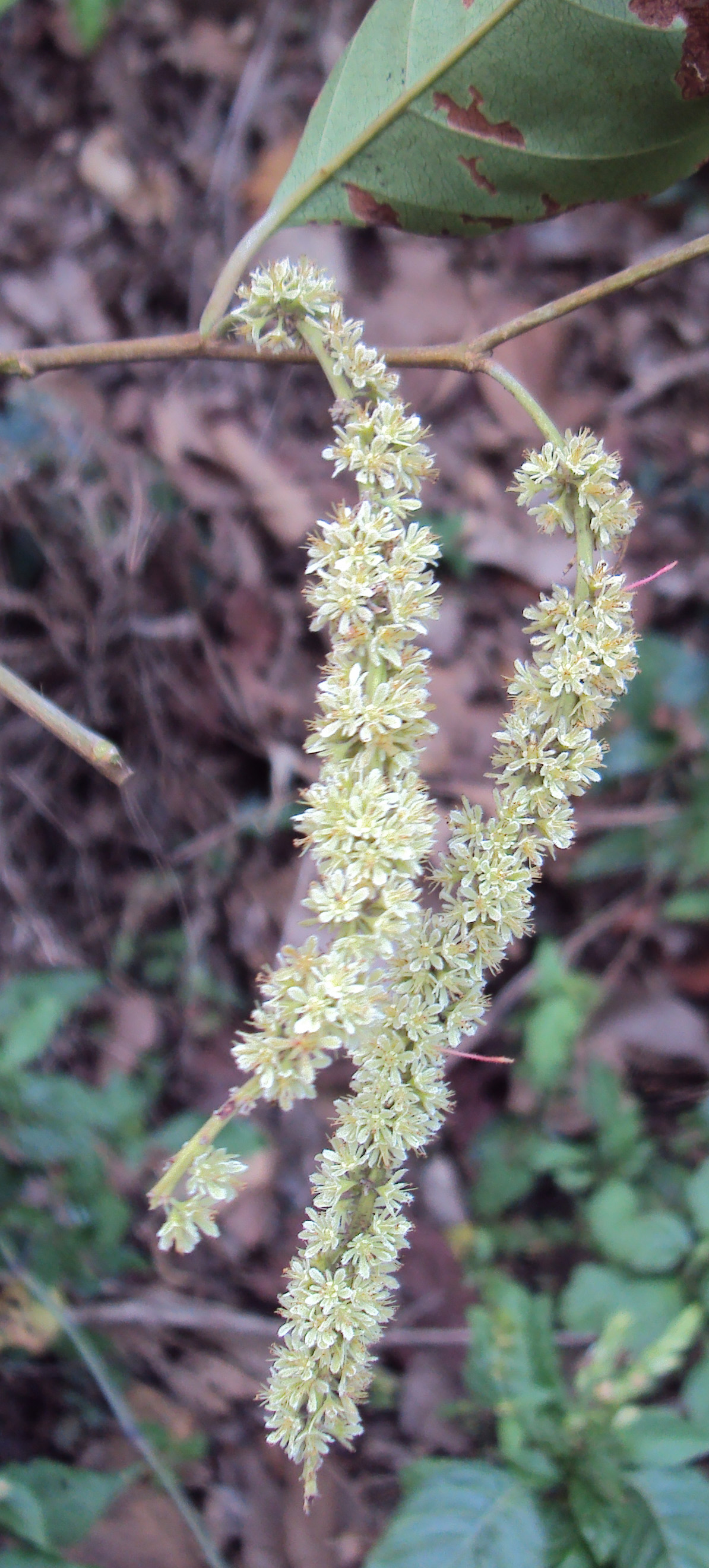